# Mick Tingelhoff
Pro Football Hall of Fame 2015
(en) Statistiques sur pro-football-reference
Henry Michael « Mick » Tingelhoff (né le 22 mai 1940 à Lexington et mort le 11 septembre 2021) est un joueur américain de football américain évoluant au poste de centre.

## Carrière

### Université
Mick entre à l'université du Nebraska et fait trois années de lettre. En 1961, il devient cocapitaine des Cornhuskers et un joueur récurrent des matchs de l'équipe. Il participe au Senior Bowl et au All-American Bowl.

### Professionnel
Il s'inscrit au draft de la NFL de 1962 mais il n'est pas drafté. Il signe avec les Vikings du Minnesota en tant qu'agent libre. Dès sa saison de rookie, il devient le titulaire au poste de centre. En 1964, il obtient sa première sélection au Pro Bowl et dans les différentes first-team des grands magazines.
Il reste malgré les années à son poste, disputant dix-sept saisons à la suite sans rater un match.
Durant l'ensemble de sa carrière, il commence tous les matchs des Vikings, totalisant 240 matchs, et se classe au second rang du plus grand nombre de matchs commencés consécutivement de la NFL derrière Jim Marshall (270 matchs).

## Honneurs
En 1969, il est nommé le meilleur Offensive Lineman de la NFL par le 1000-Yard club de Columbus. En 2001, il est introduit au Hall of Fame des Vikings du Minnesota et son numéro #53 est retiré par la franchise.